# Tetera de Utah

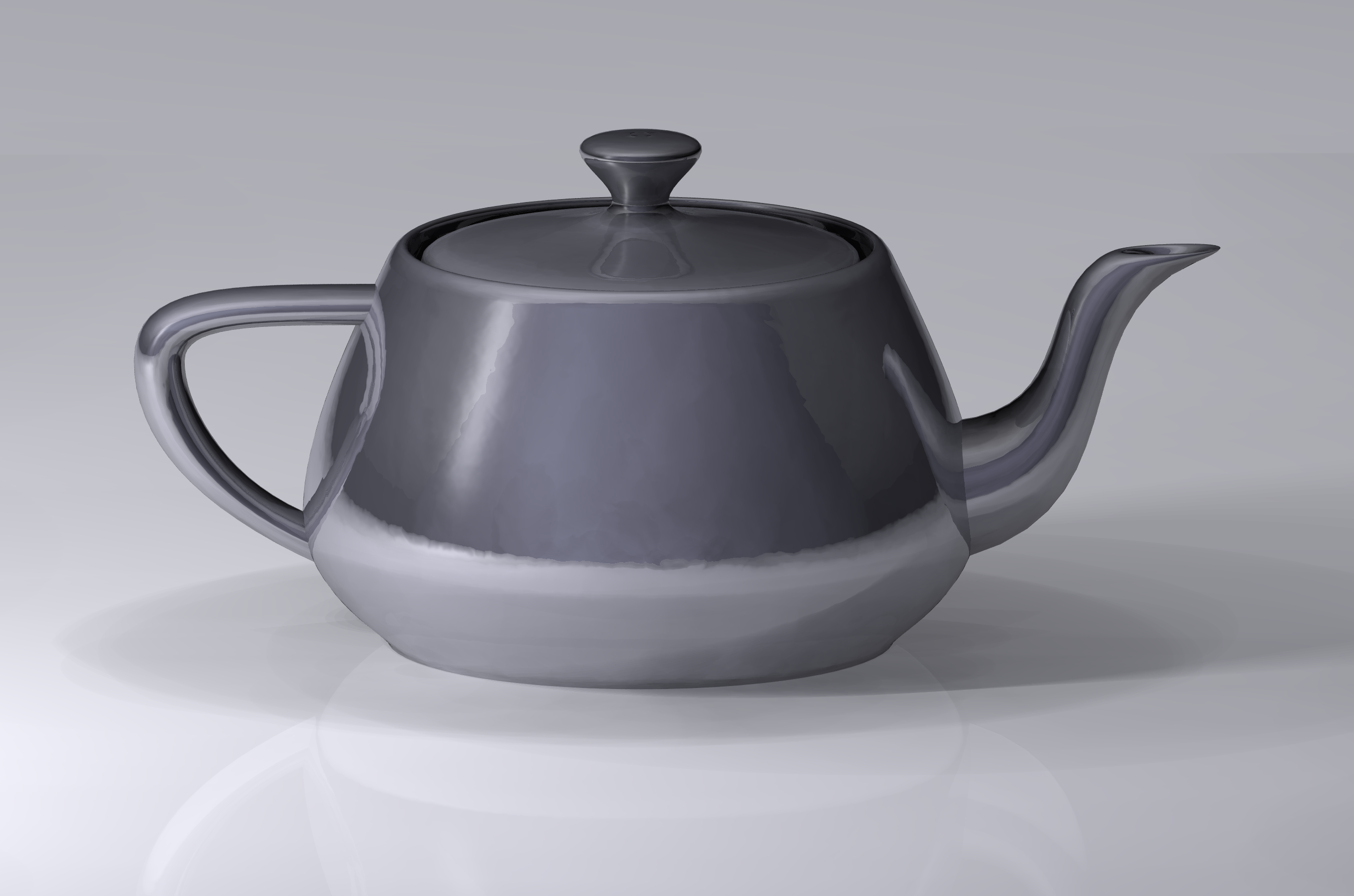
Un moderno rendering del modelo de la Utah teapot

La tetera de Utah, Utah teapot o Newell teapot es una prueba de modelado 3D que se ha convertido en un objeto estándar de referencia dentro de la comunidad de computación gráfica del ordenador.[cita requerida]  Es un modelo matemático  de una tetera normal que parece sólida, cilíndrica, y parcialmente convexa. Una tetera es considerada el equivalente de un programa "hola, mundo", como manera de crear una sencilla escena 3D con un modelo un poco complejo que actúa como referencia de geometría básica para una escena y disposición. Algunas bibliotecas de programación, como OpenGL Utilidad Toolkit, incluso tienen funciones dedicadas al dibujo de teteras.
El modelo de la tetera fue creado en 1975 por el investigador de computación gráfica Martin Newell, un miembro del pionero programa gráfico en la Universidad de Utah.

## Historia
Para su trabajo, Newell necesitó un modelo matemático sencillo de un objeto familiar. Su mujer, Sandra Newell, le sugirió modelar su vajilla de té dado que entonces se encontraban tomando el té. Él dibujó la tetera a mano alzada utilizando papel gráfico y un lápiz. Tras esto, volvió al laboratorio informático y editó los puntos de control de bézier en un CRT de Tektronix, otra vez a mano.[cita requerida]

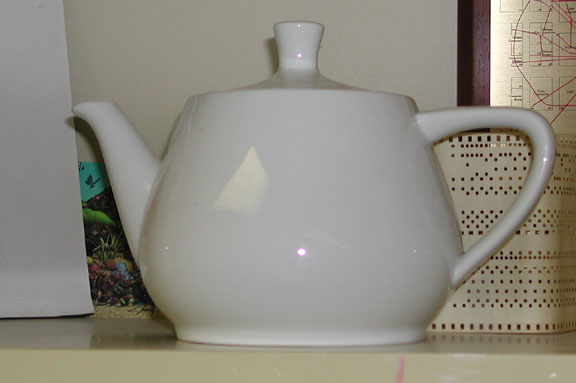
La tetera Melitta real que Martin Newell modeló ,en El Museo de Ordenador, Boston (1984–1990)

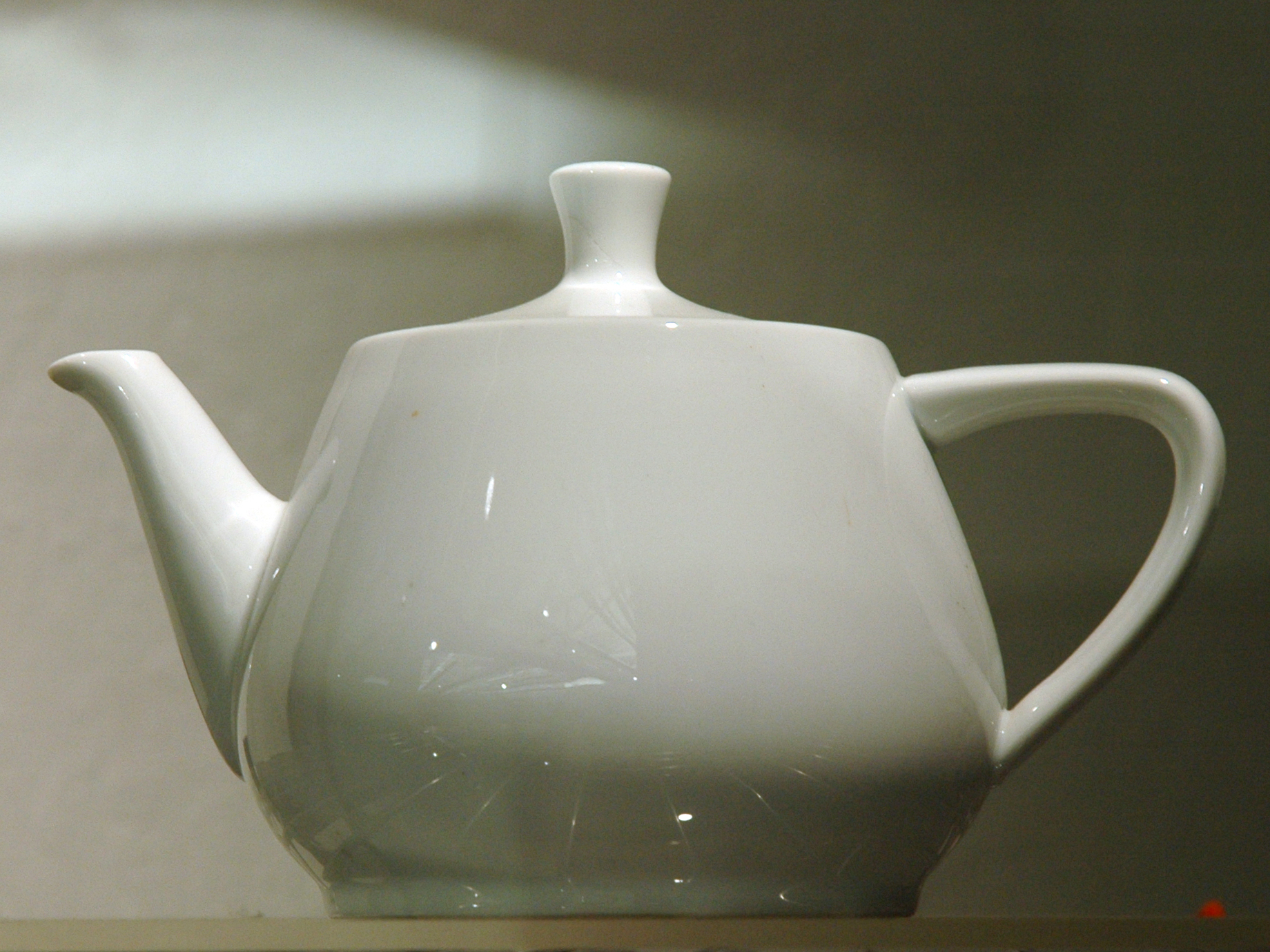
Como se muestra en el Museo de Historia del Ordenador en Mountain View, California (1990–presente)